# Escultura prehistórica

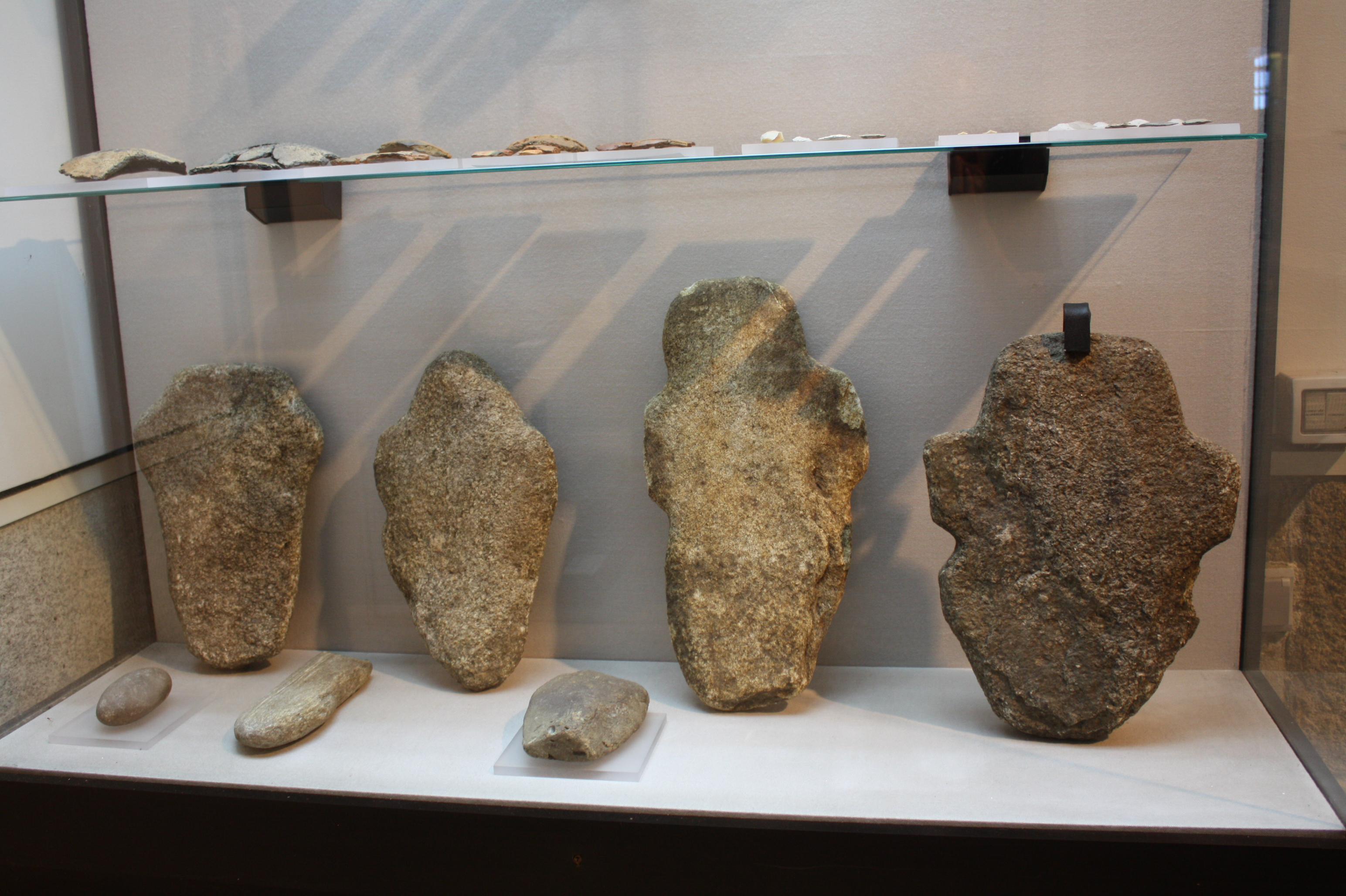
Ídolos en la entrada del dolmen de Mina da Parxubeira, en Eirón (Mazaricos, La Coruña), expuestos en el Museo Arqueológico e Histórico del Castillo de San Antón de La Coruña.

Las observaciones de los arqueólogos demuestran que el arte escultórico precedió a la arquitectura propiamente dicha y que se encuentra en la mayoría de las tribus antiguas europeas.

## Paleolítico
Las primeras manifestaciones del arte escultórico en Europa se encuentran en los utensilios y placas de hueso o de marfil correspondientes al periodo conocido como Edad del Reno en el periodo paleolítico. El trabajo escultórico de dichos objetos consiste principalmente en grabados de figuras de animales dispuestos, por lo común, con cierta corrección en el dibujo y naturalidad en las actitudes y además en algunas figurillas toscas esculpidas en hueso, representando hombres o animales. En el periodo Magdaleniense se añaden a los referidos objetos de escultura los llamados bastones de mando, que no son otra cosa sino trozos de asta de reno o de ciervo con algún orificio en alguno de sus extremos y. a veces, relieves y grabados. Durante mucho tiempo en el año 1850 se los consideró como insignias de dignidad o como varillas adivinatorias, estudios más recientes los asocian a utensilios de carácter práctico. En los yacimientos solutrenses, o sea, una de las fases del Reno, se encuentran alguna vez parecidos bastones con orificio pero no llevan figuras o relieves ni revisten la importancia de los de la época magdaleniense.
Aunque gran parte de dichos objetos citados por los arqueólogos se han encontrado en cavernas de Francia, bien se deja entender que no son exclusivos de este país y de hecho, se han hallado en otros como Bélgica, Suiza, Austria y Polonia.

## Neolítico
Contemporáneos con las mencionadas esculturas postpaleolíticas debieron ser los grabados que aún se conservan en grandes rocas al aire libre y en el interior de algunas cavernas, realizados a veces con pinturas. La más importante de dichas rocas simplemente grabadas es la conocida como Montaña escrita de Peñalba que se extiende a lo largo de tres kilómetros entre Villastar y Albarracín (Teruel, España) y que ostenta multitud de figuras e inscripciones de distintas épocas y donde quizás por vez primera en la península ibérica aparece la figura humana bien delineada en forma de gran ídolo en un ángulo del monte.
Pertenecientes a la época neolítica en España, sobre todo, en varias localizaciones de las regiones de Almería y Sur de Portugal, se encuentran diferentes amuletos y ciertos idolillos de pizarra que ofrecen un rudimento de la figura humana o en forma semejante a la caja de un violín, revelando algunos de ellos una visible inspiración del arte fenicio o del griego muy primitivo. En grandes rocas al aire libre, se hallan también como pertenecientes a la época neolítica diversas figuras grabadas siguiendo la tradición de la época precedente. Y dando un paso más en el arte escultórico se manifiesta su actividad en la talla de algunos menhires o monolitos que presentan una grosera forma humana. Asimismo, en relieves de igual clase, trazados en cavernas artificiales y en varias figurillas de barro cocido. De la mencionada especie de monolitos se conservan algunos en España, Portugal, Aveyrón (Francia), etc. De los relieves de las cavernas neolíticas pueden citarse:
- los de la cueva de Marquínez en la provincia de Álava (España).
- los de las Cavernas del Marne en Francia y toda Europa.

## Edad de los Metales
Las edades prehistóricas del cobre y del bronce españolas y extranjeras nos han legado idolillos y numerosos objetos de dicho metal y de barro con dibujos exclusivamente geométricos. La del hierro entra ya en la Historia con sus primeras manifestaciones del arte arcaico. 
Dicho esto, en las regiones de Mesopotamia, Asia Menor y Egipto se han descubierto multitud de objetos de barro cocido, piedra y marfil adornados con figuras de hombres y animales y vegetales pintadas o en relieve que se atribuyen a épocas anteriores a las dinastías históricas. Y, aunque tales figuras, lo mismo que las de Europa, sean por lo común, rudimentarias y de un arte casi infantil, revelan no poco arte e ingenio de inventiva y expresan de ordinario gran animación y movimiento.